# Chicagoland Speedway

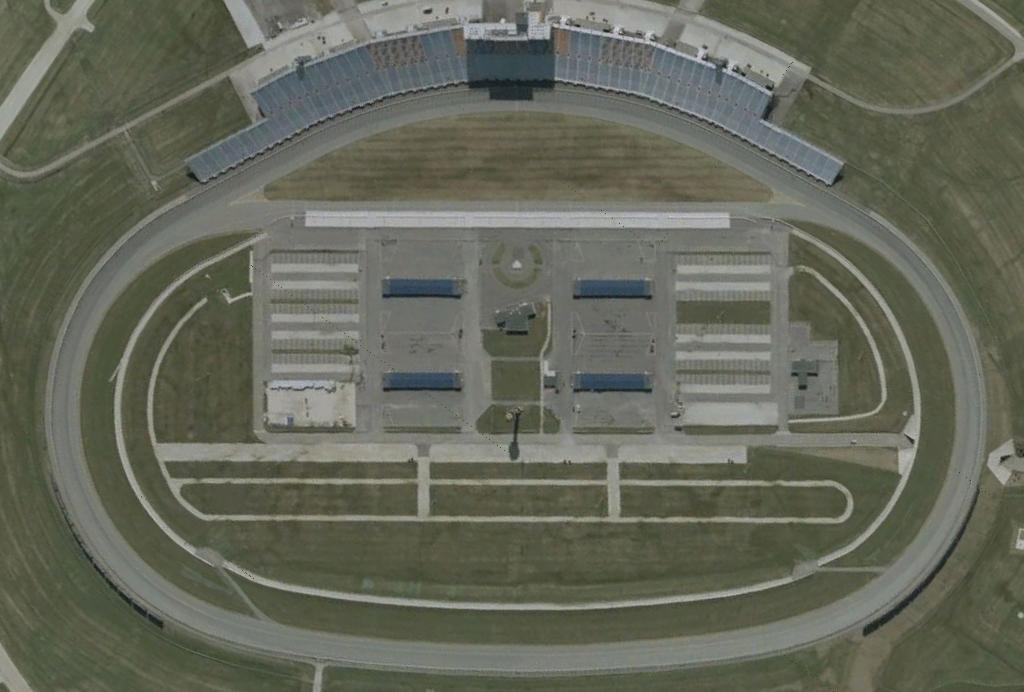
Chicagoland Speedway satelliet foto

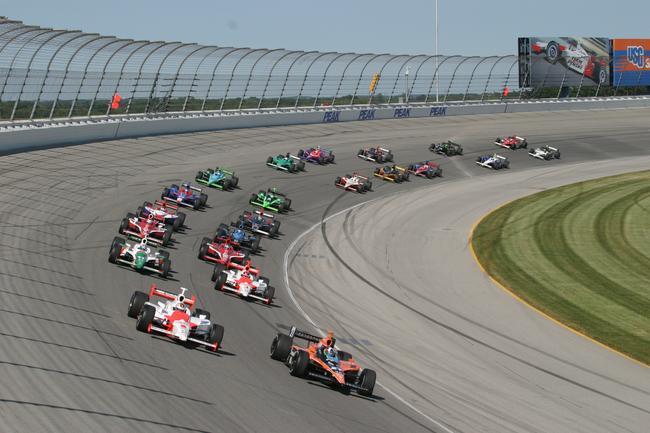
Chicagoland Speedway

De Chicagoland Speedway is een racecircuit gelegen in de Amerikaanse stad Joliet, nabij Chicago in de staat Illinois. Het is een ovaal circuit dat in 2001 in gebruik werd genomen. Het circuit heeft een lengte van 1,5 mijl (2,4 km). Er worden onder meer races gehouden die op de kalender staan van de verschillende NASCAR-kampioenschappen en de Indy Racing League series. 
Tijdens de race van het Indy Racing League kampioenschap van 2005 had de Australische coureur Ryan Briscoe een spectaculair ongeval op het circuit. Hij raakte met zijn wagen een andere auto, werd omhoog gekatapulteerd, kwam tegen de betonnen muur terecht en daarna vatte zijn auto vlam. Hij werd opgenomen in het ziekenhuis met onder meer twee gebroken sleutelbenen.
Tijdens het Indy Lights seizoen van 2007 won de Amerikaan Logan Gomez zijn eerste race in dit kampioenschap met 0,0005 seconden voorsprong op de tweede in de race. Deze finish werd door het Guinness Book of Records erkend als de overwinning met de kleinste marge in de geschiedenis van de professionele autosport.
Het circuit mag niet verward worden met de Chicago Motor Speedway dat gelegen is in Cicero, Illinois.

## Winnaars op het circuit
Winnaars op het circuit voor een race uit de Indy Racing League kalender.
| Jaar | Rijder            |
| ---- | ----------------- |
| 2001 | Jaques Lazier     |
| 2002 | Sam Hornish Jr.   |
| 2003 | Sam Hornish Jr.   |
| 2004 | Adrián Fernández  |
| 2005 | Dan Wheldon       |
| 2006 | Dan Wheldon       |
| 2007 | Dario Franchitti  |
| 2008 | Hélio Castroneves |
| 2009 | Ryan Briscoe      |
| 2010 | Dario Franchitti  |